# Войтковиці-Старі
Войтковиці-Старі (пол. Wojtkowice Stare) — село в Польщі, у гміні Цехановець Високомазовецького повіту Підляського воєводства.
Населення — 124 особи (2011).
У 1975-1998 роках село належало до Ломжинського воєводства.

## Демографія
Демографічна структура станом на 31 березня 2011 року:
|          | Загалом | Допрацездатний вік | Працездатний вік | Постпрацездатний вік |
| -------- | ------- | ------------------ | ---------------- | -------------------- |
| Чоловіки | 59      | 14                 | 38               | 7                    |
| Жінки    | 65      | 19                 | 27               | 19                   |
| Разом    | 124     | 33                 | 65               | 26                   |